# Francis Stuart (Schriftsteller)

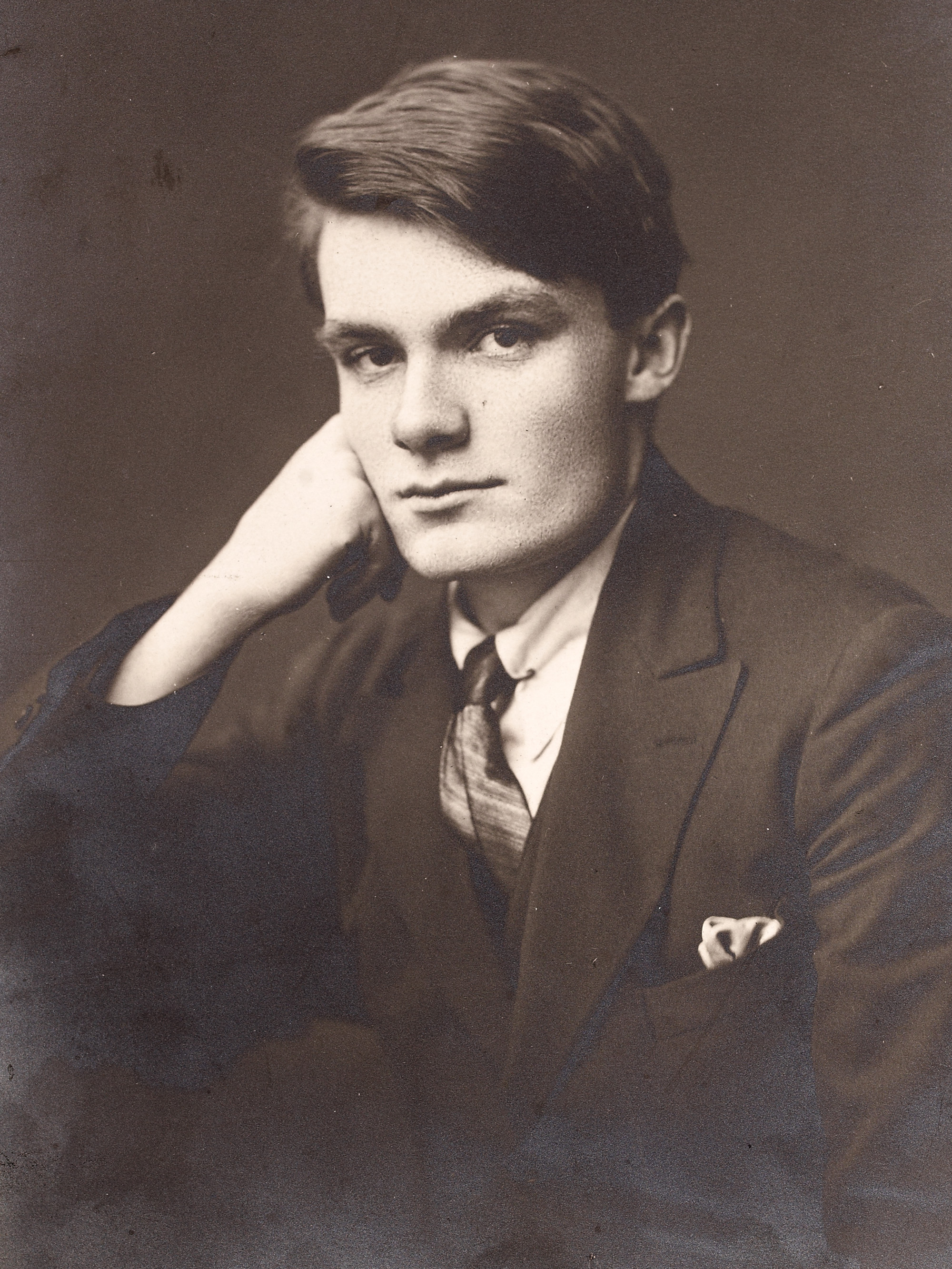
Francis Stuart, um 1920

Henry Francis Montgomery Stuart (* 29. April 1902 in Townsville, Queensland; † 2. Februar 2000 im County Clare, Irland) war ein irischer Schriftsteller. Er wurde 1996 zum Saoi von Aosdána gewählt, eine der höchsten künstlerischen Auszeichnungen in Irland. Seine Jahre im nationalsozialistischen Deutschland führten zu großen Kontroversen auch über die Grenzen Irlands hinaus.

## Frühe Lebensjahre
Francis Stuart wurde am 29. April 1902 in Townsville, Queensland, Australien als Sohn der irischen Eltern Henry Irwin Stuart und Elizabeth Barbara Isabel Montgomery geboren. Beide Eltern waren Ulster-Protestanten. Sein Vater war Alkoholiker und nahm sich das Leben, als Stuart noch ein Säugling war. Dies veranlasste seine Mutter, nach Irland zurückzukehren. Stuart pendelte in seiner Schulzeit zwischen seinem Zuhause in Irland und Schulen in England, u. a. besuchte er das Internat in Rugby.
Im Alter von 17 Jahren konvertierte er zum Katholizismus und heiratete Iseult Gonne, die Tochter der irischen Feministin und Revolutionärin Maud Gonne. Maud Gonnes Freundin, die irische Journalistin und Nationalistin Mary Barry O'Delaney (1862–1947), war bei seinem Übertritt Taufpatin.

## Beteiligung an der IRA
Gonnes und Stuarts Tochter starb im Säuglingsalter. Nach ihrem Tod reisten sie eine Weile durch Europa, kehrten aber zu Beginn des Irischen Bürgerkriegs nach Irland zurück. Das Paar kämpfte auf der Seite der Republikaner. Stuart war am Waffenschmuggel für die IRA beteiligt und wurde nach einem verpatzten Überfall interniert.

## In Deutschland 1939 bis 1945
Bei einer Lesereise 1939 durch Deutschland erhielt Stuart ein Angebot für eine Dozentenstelle in Berlin. Da seine Ehe inzwischen vollkommen zerrüttet war und Stuart immer wieder gewalttätig gegen seine Frau wurde, wie es viele Freunde des Paares bezeugt haben, verließ er Frau und Kinder und ging nach Deutschland, ohne der Familie später irgendwelche finanzielle Unterstützung zukommen zu lassen. Ab 1940 unterrichtete er als Lektor englische und irische Literatur an der Universität Berlin. Vor seiner Abreise nach Deutschland ernannte ihn die IRA als Mittelsmann für Kontakte nach Berlin, insbesondere zu Hermann Görtz (1890–1947), der in England und Irland für die Abwehr als Spion aktiv war und Kontakte zur IRA unterhielt. In Berlin arbeitete er als Redenschreiber für William Joyce, Mitglied der British Union of Fascists, der als Lord Haw-Haw für die Nazis englische Propagandasendungen machte.
Nach Kriegsende wurde er zusammen mit seiner damaligen Lebensgefährtin Gertrude Meissner inhaftiert, konnte aber im August 1945 nach Frankreich ausreisen.
In seinem autobiografischen Roman Black List, Section H , der 1971 in den USA veröffentlicht wurde, geht er nicht nur auf seine zahlreichen Affären, sondern auch auf seine Beziehungen zur IRA und auf seine Tätigkeit für die Nazi-Propaganda ein.

## Nach dem Zweiten Weltkrieg
Im November 1945 reiste er nach Österreich, um sich mit Madeleine Meissner zu treffen. Dort wurde das Paar von französischen Besatzungstruppen inhaftiert. 1949 kehrte er mit Madeleine Meissner nach Paris zurück, wo sie eine Zeitlang wohnten und u. a. Liam O’Flaherty kennen lernten. 1951 kehrten sie über England nach Irland zurück.
Nach der Unabhängigkeit Irlands lebte er zurückgezogen und schrieb Romane, Gedichte und fünf Theaterstücke. In einer Reihe seiner Romane schlagen sich seine Erlebnisse während des Krieges in Deutschland nieder. Ab den 1970ern schrieb Rezensionen für die in Dublin erschienene Wochenzeitung Hibernia, in den 1980ern hatte er eine Kolumne in dem Magazin In Dublin.
1996 wurde Stuart zum „Saoi“ der „Aosdána“ ernannt. Es ist die höchste Auszeichnung, die Irland an seine Künstler zu vergeben hat. In diesem Zusammenhang entspann sich eine Pressedebatte, wie tief seine Verbindungen zum Nationalsozialismus waren, und ob oder wie weit er antisemitische Ideen vertreten habe. Er starb vier Jahre später im Alter von 98 Jahren und wurde auf dem Fanore Cemetery in Craggagh (Foxford, County Mayo) beigesetzt.

## Familie
Iseult Gonnes Vater war der rechte französische Politiker Lucien Millevoye, mit dem Maud Gonne zwischen 1887 und 1899 eine Affäre hatte. Vor ihrer Ehe mit Francis Stuart hatte Iseult eine Affäre mit Ezra Pound, einen Heiratsantrag des damals 52-jährigen Yeats hatte sie 1917 abgelehnt.
Seán MacBride, ein Sohn von Maude Gonne und John MacBride (1868–1916), der bis 1933 Chief of Staff der IRA war, und der wegen seiner Teilnahme am Osteraufstand hingerichtet worden war, war Stuarts Schwager.
Stuart und Iseult Gonne hatten drei Kinder, die Töchter Dolores und Katherine und den Sohn Ian Stuart. Nachdem Francis Stuart die Familie verlassen hatte, wuchsen die Kinder bei ihrer Mutter und der Großmutter in Laragh Castle, in Glendalough, Co Wicklow auf, einem Haus, das Maud Gonne McBride 1928 für Iseult und Stuart gekauft hatte. Nach dem Tod von Iseut heiratete Francis Stuart seine langjährige Partnerin Madeleine Meissner.
Francis Stuarts Sohn Ian war in erster Ehe mit der Bildhauerin Imogen Stuart, einer Tochter des deutschen Publizisten Bruno E. Werner, verheiratet. Die Ehe wurde 1971 geschieden. In zweiter Ehe heiratete er die Designerin Anna Stuart.

## Werke (Auswahl)
- Der Fall Casement – Das Leben Sir Roger Casements und der Verleumdungsfeldzug des Secret Service.  Hanseat. Verl. Anst., Hamburg 1940.
- Most. Plzák, Prag 1943.
- Die Brücke. Cusanus, Trier 1950.
- Redemption. London: Gollancz 1949.

deutsch: Redemption. Das Lächeln. Übersetzung Maximiliane Fischer-Ledenice und Elisabeth Juhász. 1958.
- Das Lächeln. Herold, Wien 1952.
- Die Wolkensäule. Drei Brücken Verlag, Heidelberg 1953.
- The White Hare. London: Collins 1936.

deutsch: Der weiße Hase. Roman. Übersetzung aus dem Engl. u. Nachwort von Elisabeth Schnack.  Pendo, München 1999. ISBN 978-3-85842-531-7